# Kittlitz' præstekrave
Kittlitz' præstekrave (Charadrius pecuarius) er en lille vadefugl. Fuglen bliver 14-16 cm lang.
| Fugl | Spire Denne artikel om fugle er en spire som bør udbygges. Du er velkommen til at hjælpe Wikipedia ved at udvide den. |